# Nissos Chios

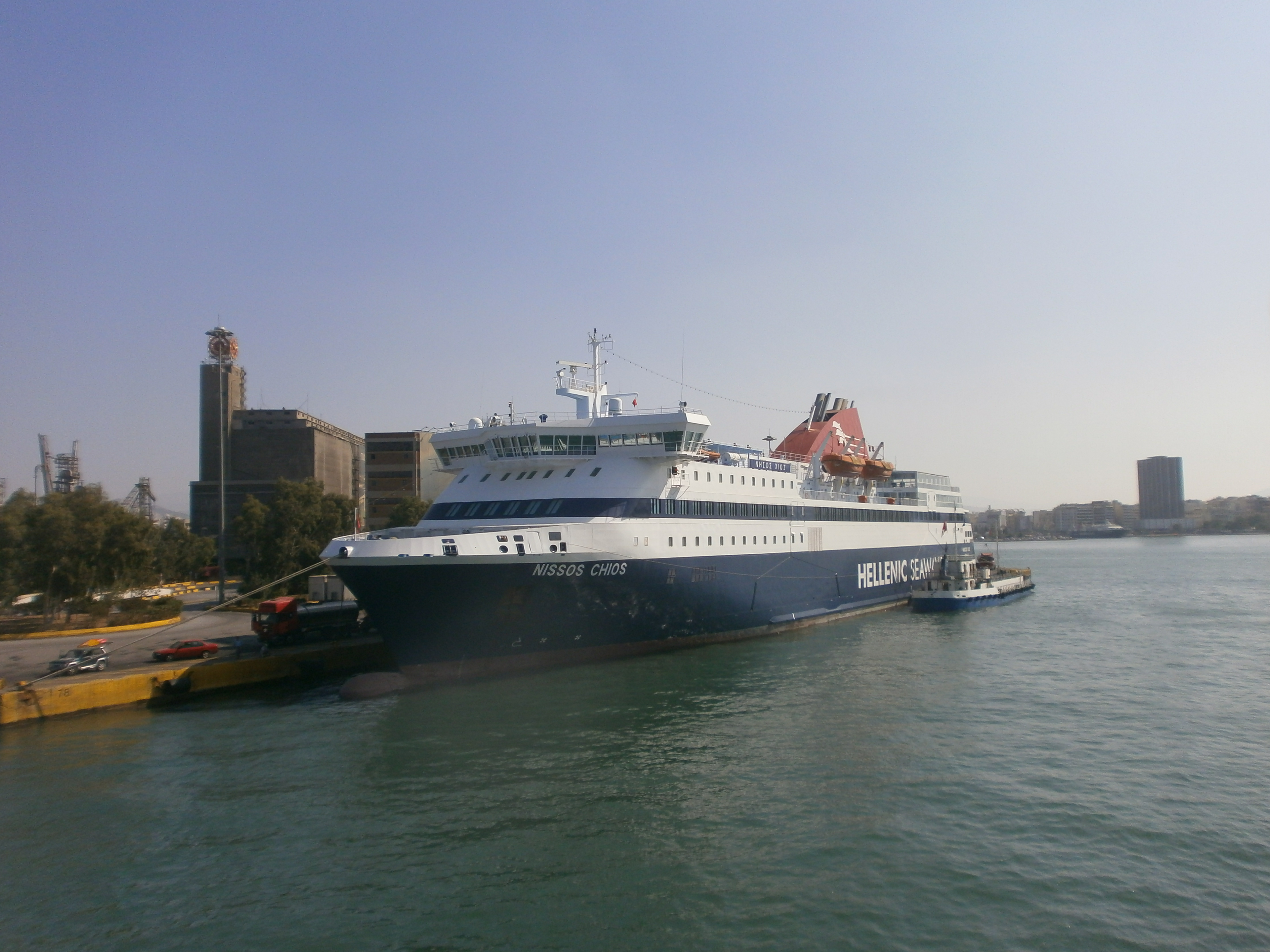
Le Nissos Chios amarré au port du Pirée (Grèce)

Le Nissos Chios (« Île de Chios ») est un ferry. Il fut construit au chantier naval d'Éleusis (Grèce) en 2007. Il est exploité depuis 2007 par la compagnie grecque Hellenic Seaways. Il effectue la ligne Pirée-Chios-Mytilène. 

## Source
- http://www.ferry-site.dk/ferry.php?id=9215555&lang=en